# Здание церковно-археологического музея (Минск)
Здание церковно-археологического музея (также Юбилейный дом) — историческое здание начала XX века в Минске, памятник архитектуры (номер 713Г000175). Расположен по адресу: проспект Независимости, дом 26.

## История
Здание построено в 1913 году при архиерейском подворье для размещения церковно-археологического музея. Авторами проекта были архитекторы В. Струев и И. Фомин. Так как здание построено к 300-летию дома Романовых, оно получило прозвище «Юбилейный дом». Во время Первой мировой войны музей эвакуирован в Рязань.
Экспонаты были возвращены в город в 1922 году, однако музей восстановлен не был, экспозиция передана Белорусскому государственному музею. С 1963 года в здании находился дом работников искусств.
В 1999 году здание вновь передано церкви, и в нём разместился Христианский образовательный центр имени Кирилла и Мефодия.

## Архитектура
Здание возведено в русском стиле. В здании бывшего музея два этажа и высокий цокольный этаж, его венчает вальмовая крыша. Композиция главного фасада асимметрична. С восточной стороны угол здания венчает круглая башня со шлемовидным куполом, напоминающая архитектуру древнерусских оборонительных башен. С западной стороны на углу находится небольшая четырёхгранная шатровая башенка. Главный вход в здание оформлен килеподобным щитом, который украшен орнаментом. Оконные проёмы здания высокие, лучковой формы, богато декорированы полуколоннами, двух- и трёхлопастными арками, филёнками и другими элементами. Обрамление окон второго этажа имитирует древнерусские кокошники. Есть трактовка, что фасадные башни символизируют православную и католическую церковь.